# Midlands Central (circonscription du Parlement européen)
Avant l’adoption uniforme de la représentation proportionnelle en 1999, le Royaume-Uni utilisait le système uninominal à un tour pour les élections européennes en Angleterre, en Écosse et au pays de Galles. Les conscriptions du Parlement européen utilisées dans ce système étaient plus petites que les circonscriptions régionales les plus récentes et ne comptaient chacune qu'un seul membre au Parlement européen.
La circonscription de Midlands Central était l'une d'entre elles.
De 1979 à 1984, il se composait des circonscriptions parlementaires du Parlement de Westminster de Coventry North East, Coventry North West, Coventry South East, Coventry South West, Solihull, Stratford-on-Avon et Warwick and Leamington. De 1984 jusqu'à son abolition en 1994, il se composait de Coventry North East, Coventry North West, Coventry South East, Coventry South West, Meriden, Rugby and Kenilworth, Solihull, and Warwick and Leamington.

## Membre du Parlement européen
| Élection                    | Élection | Portrait | Membre         | Parti        |
| --------------------------- | -------- | -------- | -------------- | ------------ |
|                             | 1979     |          | John Ling      | Conservateur |
|                             | 1989     |          | Christine Oddy | Travailliste |
| 1994 circonscription abolie |          |          |                |              |

## Résultats des élections
Les candidats élus sont indiqués en gras.
| Parti         | Parti                                  | Candidat        | Voix    | %    | ± |
| ------------- | -------------------------------------- | --------------- | ------- | ---- | - |
|               | Conservateur                           | John Ling       | 94,606  | 57,9 | ' |
|               | Travailliste                           | D.V. Hunt       | 46,557  | 28,5 |   |
|               | Liberal                                | Mrs. V.M. Davis | 15,859  | 9,7  |   |
|               | Ecologie                               | K.M. Benfield   | 6,380   | 3,9  |   |
| Majorité      | Majorité                               | Majorité        | 48,049  | 29,4 |   |
| Participation | Participation                          | Participation   | 163,402 | 34,0 |   |
|               | Conservateur vainqueur (nouveau siège) |                 |         |      |   |

| Parti         | Parti                    | Candidat             | Voix    | %    | ±     |
| ------------- | ------------------------ | -------------------- | ------- | ---- | ----- |
|               | Conservateur             | John Ling            | 67,884  | 44,5 | -13.4 |
|               | Travailliste Co-op       | D.J. Blackman        | 55,155  | 36,2 | +7.7  |
|               | Social Démocratique      | P.J. Langmead        | 27,912  | 18,3 | New   |
|               | Federal Republican Party | A.D. Enstone         | 1,494   | 1,0  | New   |
| Majorité      | Majorité                 | Majorité             | 12,729  | 8,3  | -21.1 |
| Participation | Participation            | Participation        | 152,445 | 28,6 | -7.4  |
|               | Conservateur retenir     | Conservateur retenir | Swing   |      |       |

| Parti         | Parti                                   | Candidat                                | Voix    | %    | ±     |
| ------------- | --------------------------------------- | --------------------------------------- | ------- | ---- | ----- |
|               | Travailliste                            | Christine Oddy                          | 76,736  | 38,5 | +2.3  |
|               | Conservateur                            | John Ling                               | 71,643  | 35,9 | -8.6  |
|               | Green                                   | Mrs. J.A. Alty                          | 42,622  | 21,4 | New   |
|               | SLD                                     | I. Cundy                                | 8,450   | 4,2  | -14.1 |
| Majorité      | Majorité                                | Majorité                                | 5,093   | 2,6  | -5.7  |
| Participation | Participation                           | Participation                           | 199,451 | 37,0 | +1.4  |
|               | Travailliste vainqueur sur Conservateur | Travailliste vainqueur sur Conservateur | Swing   |      |       |